# Bồ câu nâu
Bồ câu nâu (danh pháp hai phần: Columba punicea) là một loài chim trong họ Columbidae.

## Đe dọa
Sự suy giảm của nó chưa được hiểu rõ nhưng được cho là kết quả của săn bắn, mất môi trường sống và chia cắt do khai thác gỗ thương mại, khai thác gỗ quy mô nhỏ, và phá rừng để trồng rừng, trồng cây hoa màu, sản xuất than củi và du canh.

## Đặc điểm
Chiều dài của bồ câu nâu là từ 36 - 40,5 cm. Bồ câu đực khi trưởng thành có phần đầu màu xám trắng còn phần trên thì có màu nâu tía với độ bóng màu xanh lá cây mờ nhạt trên cổ, thân và lưng có màu xanh nhưng óng ánh hơn, mông sẫm và đuôi có màu xám phủ hết mông, cổ họng và phần dưới có màu xám. Còn con cái thì có phần đầu màu nâu xám và nâu.

## Dân số
Quần thể được BirdLife International ước tính có số lượng ít hơn 10.000 cá thể, dựa trên các hồ sơ và khảo sát có sẵn vào năm 2001. Nó được xếp vào nhóm ước tính chừng 2.500-9.999 cá thể trưởng thành, tương đương với 3.750-14.999 cá thể, được làm tròn ở đây là 3.500-15.000 cá thể. Mặc dù xu hướng dân số của loài này ít được biết đến, nhưng chúng được cho là đang suy giảm với tốc độ vừa phải, do quá trình chuyển đổi môi trường sống của chúng sang đát trồng, đất công nghiệp và áp lực săn bắt đang diễn ra.

## Môi trường sống
Nó thường xuyên lui tới nhiều loại sinh cảnh khác nhau từ vùng đất thấp lên đến 1.600 m, chủ yếu là rừng thường xanh nguyên sinh hoặc thứ sinh, nhưng chúng cũng lui tới cũng có rừng khộp thưa, rụng lá, tre nứa, và các cánh đồng nông nghiệp hoặc trồng trọt quá mức, đặc biệt là ở gần rừng. Những ghi nhận gần đây về rừng khộp rụng lá ở Campuchia cho thấy mối liên hệ với các hành lang ven sông của rừng tre. Một số ghi chép cũng bắt nguồn từ các đảo nhỏ có rừng, đầm lầy ngập mặn và các sinh cảnh ven biển khác. Nó chủ yếu ăn quả, mặc dù hạt và ngũ cốc tạo thành các thành phần quan trọng trong chế độ ăn uống ở một số khu vực. Phạm vi sinh sản và cách di chuyển theo mùa của nó vẫn chưa được hiểu rõ, nhưng nó được coi là trải qua các cuộc di cư địa phương, và ở những nơi dường như là bán du mục, có lẽ để đáp ứng với nguồn thức ăn sẵn có.

## Bảo tồn
Mặc dù nó đã được ghi nhận từ nhiều khu bảo tồn, nhưng đóng góp của chúng vào việc bảo tồn vẫn chưa được biết đến, đặc biệt là do các hoạt động di chuyển theo mùa và du canh của nó. Thật vậy, các chiến lược bảo tồn dựa trên địa điểm khó có thể thành công trừ khi các quần thể có thể tuân theo các mô hình chín của trái cây theo mùa trong các địa điểm được bảo vệ an toàn. Tiến hành các cuộc khảo sát sâu hơn, đặc biệt là ở Odisha , Ấn Độ; Mianma; và các khu vực mà nó được biết là đã xảy ra với số lượng hợp lý vào những thời điểm nhất định trong năm (ví dụ:  Hồ Tuyền Lâm vào tháng 12 ), để làm rõ sự phân bố hiện tại, chuyển động theo mùa và tình trạng dân số. Tiến hành nghiên cứu các yêu cầu sinh thái của nó và ảnh hưởng tương đối của các mối đe dọa khác nhau hoạt động trên phạm vi của nó. Xác định và bảo vệ, nếu thích hợp, các địa điểm hỗ trợ các quần thể chính. Thúc đẩy cải thiện quản lý và thiết lập / tăng các vùng đệm xung quanh các khu bảo tồn hỗ trợ các quần thể chính. Thực thi các biện pháp kiểm soát săn bắn nghiêm ngặt trong tất cả các khu vực được bảo vệ và đưa ra các chiến dịch nâng cao nhận thức để giảm nạn săn bắn chim bồ câu ở bất cứ nơi nào có thể.

## Phân bố
phân bố cục bộ trên phạm vi rộng, bao gồm các vùng phía bắc Ấn Độ, Bangladesh, Myanmar, Thái Lan, Lào, Campuchia và Việt Nam.  Loài chim dường như có nhiều ở các địa phương vào đầu thế kỷ 20, nhưng đã giảm rõ rệt ở nhiều khu vực. Các ghi nhận rải rác gần đây cho thấy rằng hiện nay nó chỉ xuất hiện hiếm khi và thất thường trong toàn bộ phạm vi của nó, mặc dù một đàn gồm 174 cá thể đã được ghi nhận tại Don Mamuang, Thái Lan vào năm 2002. Không có tài liệu nào gần đây từ Trung Quốc, nơi nó được ghi nhận trước đây trên đảo Hải Nam và ở đông nam Tây Tạng, và nó đã xuất hiện như một kẻ lang thang ở Bán đảo Malaysia. Ở Việt Nam, loài bồ câu này rất hiếm và phân bố mang tính địa phương với số lượng ít được báo cáo gần đây từ Măng Đen/Kon Plông, tỉnh Kontum vào năm 2010 và từ rừng ngập mặn Hồ Tràm, cách Thành phố Hồ Chí Minh khoảng 100 km về phía đông nam, ghi nhận năm 2011. Tuy nhiên, các đàn lớn (trên 90 cá thể) đã được báo cáo trước đây từ gần Cao nguyên Đà Lạt, tuy được coi là không phổ biến nhưng cư trú trên một số đảo ở Vịnh Bái Tử Long và được nhìn thấy trên khắp rừng ngập mặn ở Đồng bằng sông Hồng mặc dù không có quan sát sinh sản nào trước đó ở gần đó. Ở Campuchia, hầu hết các hồ sơ ghi nhận đến từ miền nam Mondolkiri và một địa điểm cá nhân ở Preah Vihear. Ở Ấn Độ, nó là một cư dân hiếm hoi ở Odisha và đông bắc Ấn Độ, với hầu hết các ghi chép gần đây nhất từ các ngọn đồi Similipal. Ở đây người ta đã bắt gặp các loài chim trong suốt cả năm với số lượng nhiều nhất liên quan đến một đàn 17 con ở dãy Thượng Barakamura. Kể từ năm 2013, đã có nhiều báo cáo về loài này ở Ekamra Kanan, Bhubaneswar và những nơi khác ở Odisha. Các quan sát sâu hơn đã được thực hiện ở Trung đến Tây Myanmar cũng như Nam Myanmar và Thái Lan vào năm 2020, tuy nhiên do sự phân tán ở các khu vực khác nhau của loài này, các cá thể xuất hiện theo mùa ở đây được coi là cá thể không sinh sản.   